# 西村太佑
西村 太佑（にしむら たいすけ、1967年1月15日 - ）は、日本の俳優、声優、脚本家、演出家。演劇ユニットグワィニャオン主宰。青年座映画放送所属。

## 来歴・人物
舞台芸術学院卒業。1990年にお笑いコンビ「潜在意識」を結成。TBSの深夜番組『平成名物TV ヨタロー』の若手新人芸人がネタを披露する勝ち抜きコーナーで5週勝ち抜きを達成し第8代チャンピオンになり、歴代チャンピオン者同士の総当たり戦大会でグランドチャンピオンに輝く。
コンビ解散後は、演劇ユニット「グワィニャオン」を主宰。全作品の作・演出を担当。2007年に『みどりのおばさん現る。』が若手演出家コンクール優秀賞受賞。2008年にはお台場SHOW-GEKI城T★1演劇グランプリで『IのMEMORIES』がグランプリを受賞。2014年にグリーンフェスタ2014で『Dear…私様』がBIG TREE THEATER賞を受賞。
様々な舞台で脚本・演出を担当。舞台以外にもドラマや映画の脚本も執筆する。またイベントステージの構成・演出なども手掛ける。
声優業では吹き替えでの出演作が多数ある。
特技は殺陣。高校生の頃から少林寺拳法を習い有段者でもある。また棒術も得意とする。その後大野剣友会で殺陣とアクションを学ぶ。

## 出演作品

### テレビドラマ
- 大河ドラマ
  - 武蔵 MUSASHI（2003年）
  - 功名が辻（2006年）
- ジョシデカ（2007年、TBS）
- 猟奇的な彼女（2007年、TBS）
- ゴーストフレンズ（2009年、NHKドラマ8）
- キズナ食堂（2009年9月19日、TBS）
- 占い師 天尽（CBC、TBSチャンネル）
- 港古志郎警視（2011年、BSフジ）
- 相棒season9（2011年、テレビ朝日）
- 浅見光彦シリーズ31 箸墓幻想（2012年、TBS月曜ゴールデン）

### 映画
- 病は気から 病院へ行こう2（1992年）
- 修羅がゆく（2000年）
- ファンタスティポ（2005年）
- アダン（2006年）
- トウキョウソナタ（2008年）

### テレビアニメ
1994年
- ロボットパルタ（NHKプチプチアニメ）

2013年
- ガイストクラッシャー（ベン、クロム隊員）
- ぎんぎつね（総代さん）
- 凪のあすから（漁協組合員C）
- HUNTER×HUNTER（第2作）（マフィア）

2014年
- ガンダム Gのレコンギスタ（農夫）
- PSYCHO-PASS サイコパス 2（副大臣）
- なりヒロwww（キャッツォ統括、怪人）
- ノーゲーム・ノーライフ（経済大臣）
- ブレイドアンドソウル（ドル）
- マジンボーン（ラケルト〈バジリスク〉）
- わしも WASIMO

2015年
- 金田一少年の事件簿R（神山）
- 銀魂゜（ふんどし屋店員、お坊さん）

2016年
- 機動戦士ガンダムUC RE:0096（副長、議員）
- アクティヴレイド -機動強襲室第八係-（防衛大臣、ホームレス） - 2シリーズ
- 亜人（報道記者、報道陣、官房長官、次長）
- アルスラーン戦記 風塵乱舞（医者）
- ハイスクール・フリート（東舞校教頭）
- B-PROJECT〜鼓動*アンビシャス〜（住職）
- 響け!ユーフォニアム シリーズ（2016年 - 2024年、教頭先生） - 2シリーズ
- ブブキ・ブランキ（ホームレス）
- Bloodivores（囚人C）
- 僕だけがいない街
- 遊☆戯☆王ARC-V（野呂守）

2017年
- キラキラ☆プリキュアアラモード（青果店主のおじさん）
- 有頂天家族2（男性）
- セントールの悩み（羌子父）

2018年
- BORUTO-ボルト- -NARUTO NEXT GENERATIONS-（衣織）
- 学園ベビーシッターズ（森ノ宮洋一）
- ベイブレードバースト 超ゼツ（パーク）
- 重神機パンドーラ（難民）
- オーバーロードIII（プルチネッラ）
- おしりたんてい（教頭 / ワンコロけいさつがっこう教頭先生）
- ゾイドワイルド（2018年 - 2019年、ヒジキ父、ガッポ村 村長）

2019年
- 消滅都市（ギーク）
- 盾の勇者の成り上がり（イドル）
- ゾイドワイルド ZERO（レイモンド少佐）

2020年
- 映像研には手を出すな!（客）
- 啄木鳥探偵處（佐藤）

2021年
- セスタス -The Roman Fighter-（ドリスコ）
- ルパン三世 PART6（ワトソン）

2025年
- キミとアイドルプリキュア♪（ディレクター）
- ある魔女が死ぬまで（カーター市長）

### OVA
- 機動戦士ガンダムUC（2013年）

### 劇場アニメ
2004年
- APPLESEED

2012年
- 劇場版 TIGER & BUNNY -The Beginning-（犯人A）

2014年
- なりヒロwww（キャッツォ統括）

2016年
- CYBORG009 CALL OF JUSTICE（スイス代表、イギリス人、ガーディアン隊員C）

2017年
- 劇場版 響け!ユーフォニアム〜届けたいメロディ〜（教頭）

2019年
- 二ノ国（コトナ父）

2020年
- Gのレコンギスタ II ベルリ 撃進（農夫）

2021年
- バイオ村であそぼ♪（モローくん）

### webアニメ
- ニンジャスレイヤー フロムアニメイシヨン（2015年）
- CYBORG009 CALL OF JUSTICE（2017年、イギリス人）

### ラジオドラマ
- 青春アドベンチャー（NHK-FM）
  - 『謙信サマは今日も気まぐれ』（2025年5月12日 - 23日）[11]

### ゲーム
2014年
- コアマスターズ（アクラトラトロイ）
- 第3次スーパーロボット大戦Z 時獄篇
- 消滅都市（ギーク）

2015年
- ドラゴンクエストヒーローズ 闇竜と世界樹の城

2016年
- 逆転裁判6
- 消滅都市2（ギーク）

2017年
- ザ・ロストチャイルド（ダゴン）
- 真・女神転生 DEEP STRANGE JOURNEY（オーカス / オルクス）

2018年
- JUDGE EYES:死神の遺言

2019年
- AFTERLOST - 消滅都市（ギーク）

2021年
- ブレイブリーデフォルトII（ヴィジヌ・アイザック）
- バイオハザード ヴィレッジ（サルヴァトーレ・モロー）
- LOST JUDGMENT 裁かれざる記憶

2022年
- ゼノブレイド3（オー）

### 吹き替え

#### 映画（吹き替え）
2012年
- アナザープラネット
- ブリッツ
- ハーヴェイ（タクシー運転手〈ウォーレス・フォード〉）※BD版
- インシディアス
- ネイビーシールズ
- デイアフター2020-首都大凍結-（ラマー）
- サラの鍵
- ゲーテの恋 〜君に捧ぐ「若きウェルテルの悩み」〜
- デビルズ・ダブル -ある影武者の物語-
- 顔のないスパイ
- Black & White/ブラック & ホワイト
- 裏切りのサーカス
- 憧れのウェディング・ベル
- ふたりのパラダイス
- ブライズメイズ 史上最悪のウェディングプラン
- REC/レック3 ジェネシス
- ラム・ダイアリー
- ポリス・ストーリー/香港国際警察 ※BD新録版
- 白蛇伝説

2013年
- 明日に向って撃て!（ウッドコック〈ジョージ・ファース〉）※オンデマンド版
- ケイト・レディが完璧な理由（クラーク・クーパー）
- 別離
- 鳥（ディーク・カーター） ※BD版
- 裏窓※BD版
- 逃走迷路 ※BD版
- 知りすぎていた男 ※BD版
- トガニ　幼き瞳の告発（キム教授）
- ユナイテッド -ミュンヘンの悲劇-（バート・ウェイリー）
- ネイビー・シールズ
- ローマ法王の休日
- 強奪のトライアングル
- キラー・エリート
- 21ジャンプストリート（ウォルターズ〈ロブ・リグル〉）※ソフト版
- 高地戦（イ・サンオク）
- 白雪姫と鏡の女王
- 最強のふたり
- ライジング・ドラゴン
- 人生はノー・リターン 〜僕とオカン、涙の3000マイル〜（ロブ〈コリン・ハンクス〉）
- ヘンゼル & グレーテル
- 男たちの挽歌 ※新ソフト版
- ドラゴンゲート 空飛ぶ剣と幻の秘宝
- ライフ・オブ・パイ/トラと漂流した227日
- ウェアハウス13 〜秘密の倉庫 事件ファイル〜
- チャ刑事
- ファイナル・ドラゴン
- TAICHI/太極 ゼロ
- TAICHI/太極 ヒーロー
- 宇宙空母ギャラクティカ（サイロン）※新録版
- 王になった男 ※ソフト版
- 隣人 ネクストドア
- ジャンゴ 繋がれざる者
- 40歳からの家族ケーカク（バリー〈ロバート・スミゲル〉）
- コッホ先生と僕らの革命
- JFK ディレクターズ・カット日本語吹替完声版
- カルテット! 人生のオペラハウス
- スプリング・ブレイカーズ
- 悪の法則（クリス〈クリス・オービ〉）
- エンド・オブ・ホワイトハウス（シーグレットサービスの警備、特殊部隊、他）
- キャプテン・フィリップス（アトム・ザヒド・レザ）
- リンカーン ウィリアム・スレイド（〈スティーヴン・ヘンダーソン〉）
- ヒプノティスト-催眠-（カルロス〈グスタフ・レヴィン〉）
- ホワイトハウス・ダウン（リッター〈アンドリース・エイパーギス〉）

2014年
- ある会社員（チョ）
- エグザム:ファイナルアンサー（マイク・ドレイク）
- アドベンチャー・オブ・クリスマス 冬の魔女とサンタのプレゼント工場（王様）
- ラストスタンド
- 野蛮なやつら/SAVAGES（チャド）
- アダルトボーイズ遊遊白書（掃除夫）
- コールド・ウォー 香港警察 二つの正義（チャン）
- 妖魔伝 レザレクション
- アフター・アース
- ムービー43（ジェリー〈ウィル・サッソー〉、アマンダの父〈マット・ウォルシュ〉、ジャクソン〈テレンス・ハワード〉）
- グランド・マスター（ダン）
- 蘭陵王（2014年）
- オーガストウォーズ（2014年）
- 大人の女子会 ナイトアウト（運転手〈デヴィッド・ハント〉）
- ザ・ドア 交差する世界（シギー〈トーマス・ティーメ〉）
- 楊家将〜烈士七兄弟の伝説〜
- アウトレイジ・ギャング（ヘイデン）
- キャプテン・アメリカ/ウィンター・ソルジャー（アップル店員）
- ジャッキー・チェンの必殺鉄指拳（おじさん）※BD新録版
- 武器人間（イヴァン〈ホン・ピン・タン〉）
- サバイバル・ソルジャー（2014年） - クロフォード
- プリティ・ワン たったひとつの恋とウソ。（フランク〈ジョン・キャロル・リンチ〉）
- ウルフ・オブ・ウォールストリート（チェスター・ミン〈ケネス・チョイ〉）
- ネブラスカ ふたつの心をつなぐ旅（ジョージ）
- ハウンター（デビッド）
- GODZILLA ゴジラ（入室した警官)
- トランスフォーマー/ロストエイジ（客の男性）
- スーパーマン ディレクターズ・カット版 ※WOWOW追加収録版
- スーパーマンIII/電子の要塞 ※WOWOW追加収録版
- ルパン三世
- それでも夜は明ける（セオフィラス・フリーマン〈ポール・ジアマッティ〉）
- ソウルガールズ（エド）
- 2月の夏（ジョリー）
- ネイビーシールズ: チーム6（パネッタ長官）
- ハミングバード（デイモン〈ダニー・ウェッブ〉）
- エヴァの告白（マクナリー〈アントニ・コローネ〉）
- プリズナーズ（オマリー警部〈ウェイン・デュヴァル〉）※ソフト版
- ヘラクレス（ニコラオス）
- マダム・マロリーと魔法のスパイス（クリスチャン）
- レクイエム 最後の銃弾（チュウイット）
- オールウェイズ（ネイルズ〈エド・ヴァン・ナイズ〉）※BD新録版

2015年
- ANNIE/アニー（ルー〈デヴィッド・ザヤス））
- 22ジャンプストリート（ハーディ副部長〈ニック・オファーマン〉、ウォルターズ〈ロブ・リグル〉）
- 監視者たち（サル、ジョントン）
- トライアングル（ヤン・マンチュン）
- ドラゴン・フォー 秘密の特殊捜査官 隠密
- ファイアー・レスキュー（マン所長）
- ラッセル〜奇跡のはじまり〜（ドーザー）
- 怪しい彼女（青春写真館店主）
- デビルズ・ノット（ジョン）
- ケープタウン（デビア）
- ランナーランナー
- ホームラン 人生の再試合（フィル）
- 誰よりも狙われた男（ミヒャエル・アクセルロット）
- 風暴 ファイヤー・ストーム（チョウ）
- チェスター動物園をつくろう
- スコーピオン・キング4（ルー・フェリグノ）
- ドライヴ（シャノン〈ブライアン・クランストン〉）※ソフト版
- 激戦 ハート・オブ・ファイト（イェン）
- ジャージー・ボーイズ（フィニー）
- インヒアレント・ヴァイス（チューブサイド）
- ダウト・ゲーム（ジョーンズ地方検事）
- アンリミテッド
- 天才スピヴェット（鉄道警備員）
- パワー・ゲーム（ギャンブル）
- ロビン・ウィリアムズのクリスマスの奇跡（ゲイ・カウボーイ）
- ジェームス・ブラウン 最高の魂を持つ男（シド・ネイサン〈フレッド・メラメッド〉）
- パージ:アナーキー（ビッグ・ダディ）

2016年
- ドラゴン・ブレイド（アリシジャン）
- カンフー・ジャングル（ラム警視）
- ナイトクローラー（ジョー・ロダー〈ビル・パクストン〉）
- モンスター・トラック
- ファインディング・ドリー（スタン〈ビル・ヘイダー〉）
- キング・オブ・エジプト（ムネビス）
- ナイト・ビフォア 俺たちのメリーハングオーバー（サンタ）
- ハード・ターゲット2 -ファイティング・プライド-
- ファンタスティック・ビーストと魔法使いの旅（男性目撃者）

2017年
- ニュースの真相（ビル・バーケット中佐〈（ステイシー・キーチ〉）
- ブルーに生まれついて（リード警官）
- バレー・オブ・バイオレンス
- 困った時のロジャー・ストーン（ロジャー・ストーン）
- ドラゴン×マッハ!（黒クマ〈フィリップ・キョン〉）
- ホワイト・バレット（チョンおじさん）
- 人魚姫（館長）
- 新感染 ファイナル・エクスプレス（政府）
- スト・プリンセス 大韓帝国最後の皇女（英親王）
- コール・オブ・ヒーローズ/武勇伝（ティッガウ〈フィリップ・キョン〉）
- ザ・マミー/呪われた砂漠の王女（パイロット）

2018年
- ウェディング・テーブル
- ロード・オブ・ドッグタウン

2019年
- チキンのおいしいレストラン（ダッチ〈マイク・エップス〉）
- モンスター・フェスティバル（ウォルシュ〈オーウェン・エガート〉）

2020年
- ファイティング・ファミリー（ハッチ・モーガン〈ヴィンス・ヴォーン〉）
- トレマーズ 地獄島（リチャーズ博士〈マシュー・ダグラス〉）

2021年
- エターナルズ（ピップ〈パットン・オズワルト〉）

2022年
- パイレーツ: 失われた王家の秘宝（バンウォン）
- パパが教えてくれたこと（ガイ・コネリー）

2023年
- 犯罪都市 THE ROUNDUP（チョン・イルマン〈チェ・グィファ〉）
- ガーディアンズ・オブ・ギャラクシー:VOLUME 3（レコーダー・ティール〈ニコ・サントス〉）

2024年
- ゴーストバスターズ/フローズン・サマー（ワルツキー〈パットン・オズワルト〉）
- ティーン・ウルフ: ザ･ムービー（コーチ、Paramount+）
- 蛇鶴八拳（魯老怪〈ウー・テーサン〉）※吹替完全版
- 全部ゲームのせい（オリバー〈アクセル・シュタイン〉、Netflix）
- ヴェノム:ザ・ラストダンス

#### ドラマ
- 孫子兵法（2011年、BS日テレ） - 黥豺
- 恕の人－孔子伝－（2012年、BS日テレ） - 顔濁鄒
- ボスを守れ（2012年、TBS） - チャン秘書
- 女の香り（2012年、TBS） - キム・ドンミョン
- グッド・ワイフ2（2012年、NHK BSプレミアム）
- しあわせの処方箋（2012年、AXN）
- ミス・マープル5 蒼ざめた馬（2012年、NHK BSプレミアム）
- WITHOUT A TRACE/FBI 失踪者を追え! ファイナル・シーズン（2012年、スーパー!ドラマTV）
- レバレッジ 〜詐欺師たちの流儀 シーズン3（2012年、FOXチャンネル）
- ボルジア家 愛と欲望の教皇一族（2012年、WOWOWプライム）
- ボルジア家 愛と欲望の教皇一族 シーズン2（2013年、WOWOWプライム）
- ボルジア家 愛と欲望の教皇一族 シーズン3（2014年、WOWOWプライム）
- ALCATRAZ/アルカトラズ（2012年、AXN）
- スパルタカスII（2012年、スターチャンネル）
- シークレット・サークル（2012年、AXN）
- THE MENTALIST メンタリストの捜査ファイル シーズン3（2012年、スーパー!ドラマTV）
- THE MENTALIST メンタリストの捜査ファイル シーズン4（2013年、スーパー!ドラマTV）
- THE MENTALIST メンタリストの捜査ファイル シーズン5（2014年、スーパー!ドラマTV）
- CHUCK/チャック  ファイナルシーズン（2013年、スーパー!ドラマTV）
- キャッスル 〜ミステリー作家は事件がお好き シーズン3（2012年、FOX）
- キャッスル 〜ミステリー作家は事件がお好き シーズン5（2014年、FOX）
- メル&ジョー 好きなのはあなたでしょ?（2012年、Dlife）
- スイッチ 〜運命のいたずら〜（2012年、Dlife）
- グッドラックチャーリー（2012年、ディズニーチャンネル）
- アンフォゲッタブル 完全記憶捜査（2012年、WOWOWプライム）
- NIKITA / ニキータ シーズン2（2012年、AXN）
- ギルモア・ガールズ シーズン7（2012年、女性チャンネル♪LaLa TV）
- SMASH（2012年、Dlife） - ランディ・コブラ（テレンス・マン）
- 美男〈イケメン〉バンド 〜キミに届けるピュアビート（2012年）
- ゲーム・オブ・スローンズ（2013年 - 、スター・チャンネル） - ヴァリス〈コンリース・ヒル〉、鎧骨公〈ロス・オヘネシー〉ロドリック・カッセル、サラドール・サーン〈ルシアン・ムサマティ〉、ラスト[26]）
- キング 〜Two Hearts（2013年、TBS）
- 王の後宮（2013年）
- シンイ-信義-（2013年）
- 曹操（2013年）
- ユーリカ/EUREKA 〜地図にない街〜 ファイナルシーズン（2013年）
- ボードウォーク・エンパイア 欲望の街 シーズン2（2013年、WOWOWプライム）
- 続ハリーズ・ロー 裏通り法律事務所（2013年、WOWOWプライム）
- THE KILLING/キリング シーズン2（2013年、スーパー!ドラマTV）
- 昏睡病棟-COMA-（2013年、WOWOWプライム）
- ノーリミット（2013年、WOWOWプライム） - グランベール
- 私が愛したヘミングウェイ（2013年、WOWOWプライム）
- コペンハーゲン/首相の決断（2013年、スーパー!ドラマTV）
- HOMELAND（2013年）
- GRIMM/グリム（2013年）
- イップ・マン（2014年） - ジュー総帥
- 孔子（2014年、WOWOWプライム） - 子路
- ザ・フォロイング2（2014年、WOWOWプライム） - ジェフリー・クラーク
- ストライクバック:極秘ミッション2（2014年、WOWOWプライム）
- 名探偵ポワロ ビッグ・フォー（2014年、NHK BSプレミアム） - エイブ・ライランド
- 私はラブ・リーガル シーズン5（2014年、WOWOWプライム）
- ALMOST HUMAN/オールモスト・ヒューマン（2014年、AXN）
- LAW & ORDER: UK（2014年、スーパー!ドラマTV）
- THE 100/ハンドレッド（2014年） - リドリー
- MAD MEN シーズン5（2014年、AXN海外ドラマ）
- HAWAII FIVE-0（2014年）
- 謀りの後宮（2014年）
- 賢后 衛子夫（2015年） - 竇嬰、張騫、李広、田蚡、ナレーター
- 朝鮮ガンマン（2015年） - キム・ジャヨン
- REIGN/クイーン・メアリー（2015年）
- セルフリッジ 英国百貨店（アーサー・クラブ）（2015年）
- DALLAS/スキャンダル・シティ（2016年） - ルー
- ティーン・ウルフ（2016年、AmazonPrime） - コーチ
- ノー・セカンドチャンス〜身代金の罠〜（2016年、WOWOWプライム） - ロラン・ドロネー、サム
- 刑事フォイル（2016年、NHK BSプレミアム）
- プリーチャー（2016年） - ルート保安官
- エージェント・カーター（2016年、Dlife）
- フロム・ダスク・ティル・ドーン ザ・シリーズ シーズン2（2016年）
- THE FLASH/フラッシュ シーズン2（2016年） - クラーク
- 僕と君と彼女の関係（2017年、Netflix） - ゲイブ
- LEFTOVERS/残された世界 シーズン2（2017年）
- オクニョ 運命の女（2017年、NHK BSプレミアム） - キ・チュンス
- アメリカン・ゴシック 〜偽りの一族〜（2017年、WOWOWプライム）
- ラブ（2017年、Netfilix） - ジェフ
- 100 オトナになったらできないこと（2017年、NHK Eテレ） - ドージョーデーブ
- TIARA（2017年、Netfilix） - ジョン
- Misfits/ミスフィッツ-俺たちエスパー!（2017年、hulu） - ビバリー
- スリーピー・ホロウ シーズン4（2017年）
- ビッグ・リトル・ライズ（2017年 - 、スター・チャンネル） - 校長
- BULL / ブル 法廷を操る男（2017年 - 、WOWOW） - チャンク・パーマー
- THIS IS US/ディス・イズ・アス（2017年 - ） - ミゲル・リヴァス（ジョン・ウエルタス）
- ゴースト・ウォーズ（2018年、Netfilix） - ダグ（ミート・ローフ）
- THE BLACKLIST/ブラックリスト シーズン5（2018年、スーパー!ドラマTV） - ルー、クリーブラント
- DEUCE/ポルノストリート in NY（2018年 - 、スター・チャンネル） - ボビー
- マジシャンズ シーズン1（2018年） - 隠者
- 犯罪心理分析官インゲル・ヴィーク〜消えた大統領〜（2018年、WOWOW） - トゥルビョルン・スコグルンド（サムエル・フルーレル）
- S.W.A.T.（2018年 - 、スーパー!ドラマTV） - ドミニク・ルカ（ケニー・ジョンソン）[27]
- LUCIFER/ルシファー シーズン2（2018年） - マレー
- ブラインドスポット4 タトゥーの女 #15（2019年、WOWOW） - デイヴ・カークパトリック（ピーター・オールドリング）
- 大草原の小さな家（2019年、NHK BSプレミアム） - ドーフラー、他
- やりすぎ配信! ビザードバーク（2019年、ディズニーチャンネル） - ローマン
- ヘチ 王座への道（2019年、NHK BSプレミアム）
- ライザのサバヨミ大作戦!（2019年、NHK BSプレミアム） - 仲裁人
- ライアー交錯する証言（2020年、WOWOWプライム） - ニック・ピラー
- マンダロリアン（2019年 - 、Disney+） - メイフェルド（ビル・バー）、ボンバルディエ卿（ジャック・ブラック）
- CREEPSHOW/クリープショー（2019年、Hulu） - クイスト
- アナザー・ライフ シーズン2（2021年、Netflix） - ゲイブリエル
- マイネーム: 偽りと復讐（2021年、Netflix） - ユン・ドンフン
- 警部補アニカ ～海上殺人捜査ファイル～（2022年、WOWOWプライム）
- メディア王 〜華麗なる一族〜 シーズン3（2022年、U-NEXT）
- シャイニング・ガール（2022年、ApplTV＋）
- MACGYVER/マクガイバー シーズン5（2022年、スーパー!ドラマTV）
- ウェンズデー（2022年、Netflix） - ジョセフ・クラックストーン（ウィリアム・ヒューストン）
- リトビネンコ暗殺（2023年、スターチャンネル） - ボリス・ベレゾフスキー（ニコライ・ザンコフ）[28]
- タルサ・キング（2023年、Paramount+）- チッキー（ドメニク・ランバルドッツィ）
- 青春ウォルダム 呪われた王宮（2024年、NHK BS、BSプレミアム4K）チャ内官、チャン・チス、バク・ハンス
- ワンダを捜せ（2024年、ApplTV＋）- デド（アクセル・シュタイン）

#### アニメ
- アイアンマン: 鋼の戦士（2012年）
- ちいさなプリンセス ソフィア（2012年） - ヘンリク国王
- ロラックスおじさんの秘密の種（2012年）
- モンスター・ホテル（2012年）
- ドックはおもちゃドクター（2012年、ディズニーチャンネル）
- ムークのせかいりょこう（2012年、ディズニーチャンネル）
- ターザン（2014年）
- チクタク・タウン（2014年、ディズニーチャンネル） - バタースビー
- ベイマックス（2014年） - ロボット・ファイト場の男性2
- 劇場版 ムーミン 南の海で楽しいバカンス（2015年） - 市長[29]
- トランスフォーマー アドベンチャー（2015年） - 芝生職人
- ブンブン・タカコとブーブー・ヒューバート（2015年、ディズニーチャンネル） - ヒューバート
- 出張ヒーローZERO（2015年、ディズニーXD） - ラリー
- パワーパフガールズ（2016年、カートゥーンネットワーク） - 偽ケンジントン（ジャニタウロス）
- ラプンツェル ザ・シリーズ（2017年、ディズニー・チャンネル） - モンティ
- フリージ（2019年、TOKYO MX） - ラフィーク、医者、王様2、社会の先生、観光業者、父親A・C、祖父B・D、歌のコーチ、社長
- スパイ in デンジャー（2020年、Disney+） - イアーズ
- ウィッシュ・ドラゴン（2021年、Netflix） - 琵琶の神

### ボイスオーバー
- プロジェクト・ランウェイ シーズン8（2012年、WOWOWプライム） - モンド・グエラ
- プロジェクト・ランウェイオールスター シーズン1（2014年、WOWOWプライム） - モンド・グエラ
- サバイバー オールスター編（2012年、Dlife） - ルパート
- アプレンティス4/セレブたちのビジネス・バトル（2013年、WOWOWプライム） - ホセ・カンセコ
- 一攫千金!カー・ストリッパーズ（2013年、ナショナル ジオグラフィック チャンネル） - フランキー・オートウェイ
- 一攫千金!カー・ストリッパーズ2（2014年、ナショナル ジオグラフィック チャンネル） - フランキー・オートウェイ

### 脚本
- TV・局中法度!（tvk、チバテレ、テレ玉、他）
- 占い師 天尽（CBC）
- ザ・会議（1話、2話 BSフジ）
- 火の鳥　“道後温泉編” （松山市道後REBORNプロジェクト）

### 舞台
- グワィニャオン全公演
- 新ピーターパン（1998年 - 2000年、新国立劇場 海賊、スミー役）
- ロミオ&ジュリエット2001（2001年、博多座 ピーター役）
- 跳べ跳べ女たち（2001年、大阪新歌舞伎座 うつみ宮土理座長公演）
- すったもんだDEカガミ町（2002年、三越劇場 うつみ宮土理座長公演）
- ありえない島へ（2004年、恵比寿エコー劇場 愛川企画室プロデュース公演）
- お〜い!竜馬 青春篇（2005年、グワィニャオン公演 シアターサンモール）
- みどりのおばさん現る!（2006年、グワィニャオン公演 東京芸術劇場小ホール1 若手演出家コンクール優秀賞）
- IのMEMORIES（2007年、お台場SHOW-GEKI城T★1演劇グランプリ グランプリ受賞）
- いつか二人もサランヘヨ!!（2008年、グワィニャオン×愛川企画室プロデュース公演 中目黒ウッディシアター）
- グッド・ドクター（2008年、三越劇場 作：ニール・サイモン / 演出：石井愃一）
- お〜い!竜馬 青春篇FINAL（2008年、マッチョドラゴン×グワィニャオン シアターサンモール）
- 女女女ニョニョニョ（2010年、グワィニャオンアマゾネス公演〈作・演出〉 阿佐ヶ谷アルシェ）
- ごめんね、龍馬!（2010年、テアトルアカデミー公演〈作・演出〉 六行会ホール）
- お〜い!竜馬 青春篇THE LAST（2010年、マッチョドラゴン×グワィニャオン公演 シアターサンモール）
- 笑いの城〜家族がひとつになる時〜（2011年、品川よしもとプリンスシアター）
- Aくんメモ&帝の音、夜に華やぐ怒り…（2012年、RHYTHM COLLECTION×グワィニャオン共同プロジェクト公演 中野ザ・ポケット）
- 奇譚 地獄たられば（2025年〈予定〉、グワィニャオン朗読的公演 萬劇場）[30]

### シリーズ一覧
1. ↑  第1期（2016年）、第2期『2nd』（2016年）
2. ↑  第2期『2』（2016年）、第2期『3』（2024年）